# Batalha de Namasigüe
A batalha de Namasigüe ocorreu de 17 a 23 de março de 1907 em Honduras, durante a guerra entre este país e El Salvador, por um lado, e a Nicarágua, por outro.

## Desenvolvimento
Em 1903, o general conservador Manuel Bonilla contesta a regularidade dos resultados das eleições que levaram à presidência de Honduras o liberal Juan Angel Arias, sublevando e tomando o poder. Em dezembro de 1906, o general liberal Miguel Oquelí Bustillo, com o apoio de José Santos Zelaya, presidente da Nicarágua, rebelou-se contra Bonilla. Durante a guerra civil que se seguiu, as tropas governamentais em busca dos rebeldes penetraram em janeiro de 1907 no território nicaraguense causando um incidente de fronteira, na aldeia de Los Calpules.
Sob o pretexto deste incidente e a recusa das autoridades hondurenhas em compensar os danos causados durante a incursão de suas tropas, José Santos Zelaya mobiliza seu exército que invade Honduras em fevereiro. El Salvador, um aliado de Honduras, intervém militarmente no conflito e envia um exército de 3.000 homens sob o comando do general José Dolores Preza para lutar contra os nicaraguenses.
A batalha decisiva ocorre em Namasigüe, no departamento de Choluteca. Os três mil salvadorenhos e 1.500 hondurenhos, comandados conjuntamente por Manuel Bonilla e José Dolores Preza, enfrentam os 1.500 nicaraguenses do general Aurelio Estrada Morales. A disparidade numérica dos dois exércitos é compensada pelo lado nicaraguense por um armamento moderno e de melhor qualidade, incluindo metralhadoras (Maxim), utilizadas pela primeira vez nas guerras da América Central e que dizimaram as fileiras das forças aliadas.
Depois de sete dias de combates, o exército aliado teve que recuar. Em 27 de março, os nicaraguenses entram em Tegucigalpa, capital de Honduras, enquanto Bonilla parte para o exílio.